# Казмірчук Віра Євстафіївна
Віра Євстафіївна Казмірчук (27 квітня 1940 , Турковичі, Люблінське воєводство ) — український педіатр, імунолог. У 2004 році захистила дисертацію на ступінь доктора медичних наук, з 2006 року — професор. Співавтор підручників і монографій.

## Життєпис
Закінчила Київський медичний інститут в 1968 році. Працювала лікарем. Від 1971 працює в Київському медичному університеті. У 2008 стала директор Інституту клінічної імунології та алергології. 
До кола її наукових інтересів належать проблеми діагностики і лікування гіпоімуноглобулінемій та герпесвірусних інфекцій. Вона розробила класифікацію дисфункцій імунної системи та герпесвірусних нейроінфекцій та підтвердила ефективність імуноглобулінотерапії у профілактиці інфекційних ускладнень при гіпоімуноглобулінеміях у дітей раннього віку.

## Основні праці
- Клиническая иммунология и аллергология: учеб. для студентов высш. мед. учеб. заведений IV уровня аккредитации / Казмирчук В. Е., Ковальчук Л. В., Мальцев Д. В. — К.: Феникс, 2009. — 524 с. — ISBN 978-966-651-730-5
- Посібник з клінічної імунології та алергології для аудиторної роботи студентів / Казмірчук В. Є., Драннік Г. М., Мальцев Д. В. зі спів. — К.: Поліграф Плюс, 2008. — 262 с. — ISBN 978-966-8977-05-3
- Посібник з клінічної імунології та алергології для позааудиторної роботи студентів / Казмірчук В. Є., Драннік Г. М., Мальцев Д. В. зі спів. — К.: Поліграф Плюс, 2008. — 182 с. — ISBN 978-966-8977-06-0
- Клиника, диагностика и лечение герпесвирусных инфекций человека: монография / В. Е. Казмирчук, Д. В. Мальцев ; Национальный медицинский ун-т им. А. А. Богомольца, Институт иммунологии и аллергологии. — К.: Феникс, 2009. — 248 с. — ISBN 978-966-651-745-9
- Иммуноглобулины и иммуноглобулинотерапия / Казмирчук В. Е., Мальцев Д. В. — К.: Феникс, 2010. — 207 с. — ISBN 978-966-651-805-0
- Пособие по клинической иммунологии для практических врачей / Казмирчук В. Е., Мальцев Д. В. — К.: Здоровье Украины, 2010. — 328 с. — ISBN 978-966-2165-22-7
- Герпесвірусна нейроінфекція і скронева медіанна епілепсія: зб. наук. праць / за ред.: Мальцева Д. В., Казмірчук В. Є. — К., 2011. — 242 с. — ISBN 978-966-651-942-2
- Герпесвірусна нейроінфекція, ускладнена епілепсією: зб. наук. пр. / Мальцев Д. В., Казмірчук В. Є., Грицик В. Ф., Ілюк Ю. І., Недопако Я. Я. та ін. — К., 2011. — 188 с. — ISBN 978-966-2239-11-9
- Иммунодефицитные болезни человека / под ред. Мальцева Д. В., Казмирчук В. Е. — К.: Феникс, 2012. — 596 с. — ISBN 978-966-651-996-5
- Пособие по клинической иммунологии для врачей: справ. врача / Казмирчук В. Е., Мальцев Д. В. — 2-е изд., доп. — К.: Доктор-медиа, 2012. — 365 с. — ISBN 978-966-2165-56-2
- Клиническая иммунология и аллергология с возрастными особеностями: учеб. для студентов высш. мед. учеб. заведений IV уровня аккредитации / Казмирчук В. Е., Ковальчук Л. В., Мальцев Д. В. — 2-е изд., перераб. и доп. — К.: «Медицина», 2012. — 520 с. — 978-617-505-168-9
- Атлас: герпесвірусні нейроінфекції / Мальцев Д. В., Казмірчук В. Є. — К.: Фенікс, 2013. — 255 с. — ISBN 978-966-136-109-5
- Лікування ускладнених форм Епштейна–Барр вірусної інфекції // Сучасні інфекції. 2002. № 4 (співавт.)
- Дисфункції імунної системи у дітей та їх клінічна класифікація // ІА. 2003. № 3
- Імунозалежна форма мігрені // Укр. неврол. журн. 2008. № 2 (співавт.)
- Клиника, диагностика и лечение герпесвирусных инфекций человека. К., 2009 (співавт.); Иммуноглобулины и иммуноглобулинотерапия. К., 2010 (співавт.)